# Mariana Karr
Mariana Karr, született María Elena Coppola González (Buenos Aires, 1949. november 29. – Mexikóváros, 2016. július 31.) argentin-mexikói színésznő.

## Díjai, elismerései
- TVyNovelas-díj: A legjobb női mellékszereplő (2006, Alborada)

## Filmográfia

### Filmjei
- Corazón contento (1969)
- La Noche del hurto (1976)
- Escalofrío (1978) ("Ana")
- Qué linda que es mi familia (1980)
- Sucedió en el internado (1985) ("Adriana Casares")

### Teleregények
- El amor tiene cara de mujer (1976)
- Rebelde y solitario (1982)
- Tramposa (1984)
- Venganza de mujer (1986) ("Mariana Elizalde")
- Es tuya... Juan (1991) ("Mercedes")
- Corazones de fuego (1992) ("Amanda De Martino")
- La Dueña (1995) ("Julieta de Rentería")
- Lazos de amor (1995) ("Susana Ferreira")
- Bendita mentira (1996) ("Mariana")
- El secreto de Alejandra (1997) ("Luvia Alperte")
- Soñadoras – Szerelmes álmodozók (Soñadoras , 1998) ("Nancy Gonález")
- Mujer, casos de la vida real (1997, 2000)
- Mi destino eres tú (2000) ("Irene")
- María Belén (2001) ("Lolita")
- El juego de la vida (2001) ("Victoria 'Vicky' Vidal")
- Virágok klubja (Así son ellas, 2002) ("Emilia")
- Bajo la misma piel (2003) ("Alina Calderón")
- Clap, el lugar de tus sueños (2003) ("Alenka")
- A mostoha (La Madrastra, 2005) ("Carcelera")
- Alborada (2005) ("Isabel")
- Pasión (2007) ("Sofía Mendoza de Mancera y Ruíz")
- Kedves ellenség (Querida Enemiga, 2008) ("nagykövetné")
- Juro Que Te Amo (2008) ("Fausta Zuluaga")
- Zacatillo, un lugar en tu corazón (2011) ("Rosa")
- Amorcito corazón (2011) ("Beba")
- La rosa de Guadalupe (2011) ("Caridad")
- La mujer del Vendaval (2013) ("Conchita Pimentel")
- Maricruz (Corazón Indomable , 2013)
- Qué pobres tan ricos (2014) ("Covadonga")
- La vecina (2015) ("Lucita")